# San Andrés de Soria
San Andrés de Soria es una localidad de la provincia de Soria, partido judicial de Soria, comunidad autónoma de Castilla y León, España. Es un pueblo de la comarca de Almarza que pertenece al municipio del mismo nombre.

## Historia
El censo de Pecheros de 1528, en el que no se contaban eclesiásticos, hidalgos y nobles, registraba la existencia de 118 pecheros, es decir unidades familiares que pagaban impuestos.
El 12 de marzo de 1561 nació Francisca del Santísimo Sacramento, hija de Fernando de Vinuesa y Teresa de Barnuevo, nobles de la localidad. 
Lugar que durante la Edad Media perteneció a la Comunidad de Villa y Tierra de Soria formando parte del Sexmo de Tera.
A la caída del Antiguo Régimen la localidad se constituyó en municipio constitucional, en la región de Castilla la Vieja, partido de Soria que en el censo de 1842 contaba con 110 hogares y 430 vecinos.
Hasta la reforma de la nomenclatura municipal de 1916 el municipio se llamaba simplemente San Andrés. En dicha fecha su nombre fue modificado por el de San Andrés de Soria. A mediados del siglo XX desapareció el municipio porque se integró en Almarza.

## Geografía humana

### Demografía
| Gráfica de evolución demográfica de San Andrés de Soria entre 1842 y 1960 |
| |
| Población de derecho según los censos de población del INE Población de hecho según los censos de población del INEEn estos censos se denominaba San Andrés de Almarza: 1842, 1857 y 1910 En estos censos se denominaba San Andrés de Soria o de Almarza: 1860, 1877, 1887, 1897 y 1900 Entre el censo de 1970 y el anterior, este municipio desaparece porque se integra en el municipio 42019 (Almarza) |

En el año 2000 contaba con 128 habitantes, concentrados en el núcleo principal, pasando a 106 en 2014.

## Lugares de interés
- Iglesia de San Andrés, de estilo gótico, aunque con restos románicos en su puerta, ábside y pila bautismal, y con capilla de los Vinuesa.
- Ermita de los Santos Nuevos, en comunidad con Almarza.
- Museo Etnográfico, situado en la antigua casa consistorial.
- Lavadero, donde se realizan exposiciones de arte, esculturas...

## Fiestas
- Traslado del Arca, 6 de enero. Festividad que comparte con Almarza.
- Romería de los Santos Nuevos, primer domingo de julio en la ermita del mismo nombre, en magnífico robledal la Dehesa de la Mata. Festividad compartida con Almarza.
- Inauguración de la Fuente, fiesta de carácter civil que se celebra el anteúltimo sábado de agosto y cuyo origen se remonta a 1906 por la importancia que tuvo en su día encauzar las aguas a la fuente del pueblo y no tener que ir a por agua al río.
- Virgen del Rosario, fiestas patronales que se llevan a cabo el primer domingo de octubre.